# MYH1
MYH1‏ (Myosin heavy chain 1) هوَ بروتين يُشَفر بواسطة جين MYH1 في الإنسان.